# ロジャー・イーストン
ロジャー・イーストン（Roger L. Easton、1921年4月30日 - 2014年5月8日）はアメリカ合衆国の科学者。
GPSの発明に対して2006年アメリカ国家技術賞受賞。2010年全米発明家殿堂入り。